# Antoni Marsal i Anglora
Antoni Marsal i Anglora   (Barcelona, segle XIX - Barcelona, segle XIX) també conegut com a Sarro Magallán, fou un activista obrer, lliurepensador i ateu català, maquinista de professió, i el primer català a participar en un congrés de la Primera Internacional (AIT), el tercer, realitzat a Brussel·les al setembre 1868.
Poc després va ser un dels fundadors de la Direcció Central de les Societats Obreres de Barcelona (octubre de 1868) i participà i fou secretari del congrés obrer català (Barcelona, desembre de 1868), en el que va fer notar l'absència de treballadores. Dos anys més tard, també va ser secretari del primer congrés obrer espanyol (Barcelona, juny de 1870) en el que es va fundar la Federació Regional Espanyola de l'AIT.
Fou membre de l'Associació Lliurepensadora de Barcelona i va participar com a redactor del seu òrgan de comunicació, el setmanari La Humanidad (1870-1872). Ambdues, l'associació i el setmanari, compartien seu amb els de la federació barcelonina de l'AIT, el seu respectiu periòdic La Federación, i l'Ateneu Català de la Classe Obrera. Durant un temps es va fer càrrec de la correspondència de La Humanidad a l'adreça que després seria de la Institució d'Escoles Laiques, Acracia i El Productor.
En una sèrie de col·laboracions a La Humanidad titulades Ensenyament Integral i publicades l'any 1871  promocionà aquest concepte a Barcelona com a eina d'emancipació de la classe obrera. L'ensenyament integral promogut per Marsal i Anglora era similar al que defensava el seu conegut Paul Robin, sent les principals diferències un major anticlericalisme i una menor importància de la formació politècnica en el cas Marsal i Anglora i, també, una menor concreció i sistematització. L'escola de l'Ateneu Català de la Classe Obrera va fer algunes innovacions  en la línia d'aquestes propostes. Les propostes educatives de Marsal i Anglora inicien un procés de debat educatiu en el marc de l'obrerisme revolucionari que veurà el seu clímax amb l'escola moderna de Francesc Ferrer i Guàrdia.
Amb el trencament de l'Associació Internacional de Treballadors, pren part en favor dels anarcocol·lectivistes i participà en la Federació de Treballadors de la Regió Espanyola de l'AIT, fundada el 1881 i, així mateix, en el seu darrer congrés de 1887 a Madrid.